# Asano Nagasato
Asano Nagasato (永里 亜紗乃, 24 de gener de 1989) és una exfutbolista japonesa.

## Selecció del Japó
Va debutar amb la selecció del Japó el 2009. Va disputar 11 partits amb la selecció del Japó. Va disputar la Copa del Món de 2015.

## Estadístiques
| Selecció del Japó | Selecció del Japó | Selecció del Japó |
| Anys              | Partits           | Gols              |
| ----------------- | ----------------- | ----------------- |
| 2009              | 3                 | 0                 |
| 2010              | 0                 | 0                 |
| 2011              | 1                 | 0                 |
| 2012              | 0                 | 0                 |
| 2013              | 2                 | 0                 |
| 2014              | 1                 | 1                 |
| 2015              | 4                 | 0                 |
| Total             | 11                | 1                 |